# Menandros (tướng)
Menandros (tiếng Hy Lạp cổ: Μένανδρος; sống vào thế kỷ 4 TCN) là một tướng lĩnh phụng sự dưới quyền Alexandros Đại đế. Ông là một trong số những người được gọi là etairoi nhưng ông đã nắm quyền chỉ huy một nhóm lính đánh thuê. Ông đã được Alexandros giao trọng trách cai quản Lydia khi ông ta tiến hành giải quyết các vấn đề Châu Á tại Tyre (331 TCN). Menandros dường như vẫn nắm giữ vị trí này cho đến năm 323 TCN khi ông được giao nhiệm vụ đưa một đạo quân tiếp viện tới cho Alexandros ở Babylon — ông đã tới nơi ngay trước khi nhà vua băng hà. Trong cuộc phân chia các tỉnh diễn ra sau khi Alexandros qua đời, Menandros nhận được tỉnh Lydia cũ của mình và ông đã nhanh chóng nắm giữ nó. 
Ông dường như đã sớm đứng về phe của Antigonos và là người đầu tiên nói cho Antigonos biết về kế hoạch đầy tham vọng của Perdiccas đó là kết hôn với Cleopatra.Trong cuộc phân chia các tỉnh diễn ra sau đó ở Triparadisos (năm 321 TCN), quyền cai quản Lydia của ông được trao lại cho Cleitos; nhưng có lẽ điều này chỉ để nhằm giúp cho ông có thể giữ liên lạc dễ dàng hơn với Antigonos, nó được thể hiện rõ bởi việc ông chỉ huy một phần đội quân của Antigonos trong chiến dịch đầu tiên chống lại Eumenes (năm 320 TCN). Sang năm sau, khi nhận được tin Eumenes trốn thoát khỏi Nora, Menandros đã đưa quân đến Cappadocia để tấn công ông ta và buộc ông ta phải trốn chạy tới Cilicia. Sau sự kiện này không có ghi chép nào khác đề cập tới Menandros.